# Season 4
"Season 4" é o episódio de estreia da quarta temporada da série de televisão de comédia de situação norte-americana 30 Rock, e o 59.° da série em geral. A sua transmissão nos Estados Unidos ocorreu através da National Broadcasting Company (NBC) na noite de 15 de Outubro de 2009. A notícia da renovação para uma nova temporada de 22 episódios foi anunciada em meados de Janeiro de 2009, com o sucesso da terceira temporada sendo apontado como o factor principal pela emissora. Teve o seu enredo escrito pela produtora executiva e co-showrunner Tina Fey, enquanto a realização ficou sob responsabilidade do produtor Don Scardino. Os actores convidados para o episódio foram Steve Buscemi, John Lutz, Paula Pell, e Sue Galloway. Matt Hubbard, argumentista e co-produtor executivo da série, também fez uma breve aparição.
No episódio, o executivo Jack Donaghy (interpretado por Alec Baldwin) informa a Liz Lemon (Tina Fey), Tracy Jordan (Tracy Morgan) e Jenna Maroney (Jane Krakowski) que o The Girlie Show with Tracy Jordan (TGS) precisa passar por ajustes imediatamente de modo a se tornar mais relacionável. Em um esforço para fazerem as suas partes, Jenna decide reformular a sua imagem pública, enquanto Tracy tenta recuperar o contacto com o homem comum. Enquanto isso, Jack envia Liz e Pete Hornberger (Scott Adsit) em uma missão para explorarem novos talentos para o TGS, enquanto o estagiário Kenneth Parcell (Jack McBrayer) lidera uma greve de estagiários ao tomar conhecimento do bónus financeiro enorme que Jack recebeu.
Em geral, "Season 4" deixou os críticos especialistas em televisão do horário nobre com impressões divergentes, porém, houve concordância uniforme sobre ele não ser um dos melhores episódios da série. Embora a participação de Buscemi tenha sido bastante aplaudida, e até apontada com um dos destaques do episódio, as tramas de "Season 4" e a carência de conteúdo humorístico foram grandemente criticadas, com um periódico descrevendo-o como um do material "mais fraco" de 30 Rock. De acordo com as estatísticas publicadas pelo serviço de registo de audiências Nielsen Ratings, o episódio foi assistido em 6,312 milhões de domicílios norte-americanos durante a sua transmissão original, e foi-lhe atribuída a classificação de 3,0 e oito de share por entre os telespectadores do perfil demográfico dos adultos entre os dezoito aos 49 anos de idade. Esta foi uma queda considerável em relação à estreia da temporada anterior.

## Produção

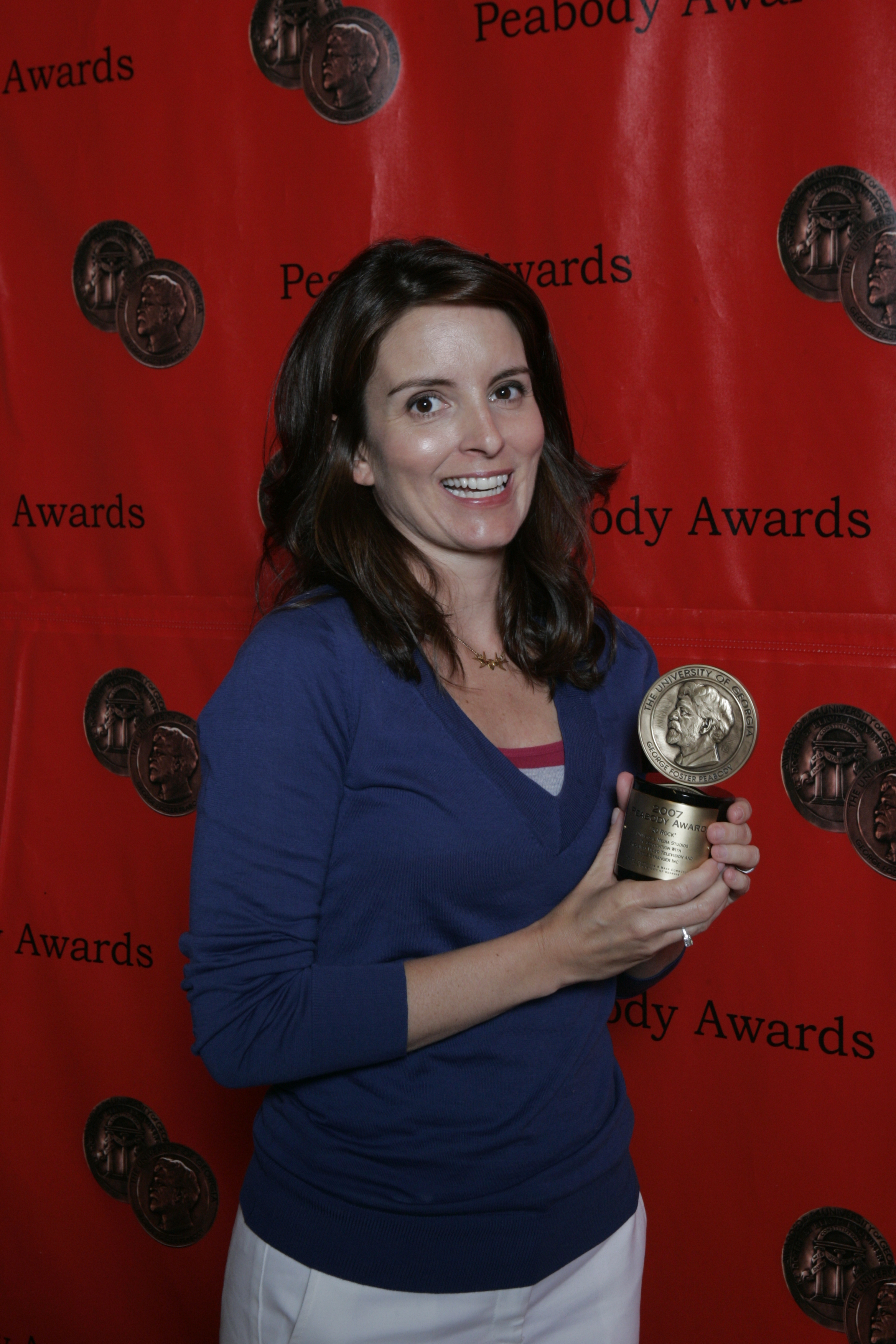
"Season 4" teve o seu argumento escrito por Tina Fey, criadora e produtora executiva de 30 Rock.

"Season 4" é o episódio de estreia da quarta temporada de 30 Rock. A notícia da renovação do seriado para mais uma temporada foi anunciada pela NBC na manhã de 15 de Janeiro de 2009. "Essas renovações representam nossa fé em The Office e 30 Rock, pois continuam a representar o padrão dourado em séries aclamadas e galardoadas. Queremos que os fãs dedicados dessas séries saibam que estamos entusiasmados por esses programas de qualidade voltarem com os mesmos episódios de alto calibre que os telespectadores esperam," expressou Angela Bromstad, presidente da divisão do entreteni9mento do horário nobre da NBC e da Universal Media Studios. A audiência alcançada pela terceira temporada de 30 Rock foi apontada como o factor principal. "Season 4" teve o seu argumento escrito por Tina Fey e foi realizado por Don Scardino. Além de ter criado o seriado e assumir a posição de co-showrunner, Fey é também produtora executiva, argumentista-chefe e actriz principal. Esta foi a sua 18.ª vez a receber crédito por um guião para um episódio de 30 Rock. Para Scardino, que assume também a função de produtor, foi a sua 22.ª vez a trabalhar na realização de um episódio da série. Além disso, foi também a oitava vez que ambos colaboram em um episódio nestas respectivas funções, assim como a terceira colaboração no episódio de estreia de uma temporada.
As filmagens para este episódio decorreram nos dias 28 de Agosto, 1 de Setembro, 30 de Setembro, e 9 de Outubro de 2009 nos Estúdios Silvercup na Cidade de Nova Iorque. "Season 4" viu o actor Steve Buscemi a desempenhar o detetive privado Lenny Wosniak pela quarta vez em 30 Rock. Ele não só voltaria a participar da série em mais dois episódios, como também já realizou um na terceira temporada e voltaria a realizar outro na sexta. Paula Pell, produtora e membro da equipa de argumentistas de 30 Rock, também fez a sua terceira aparição como a personagem Paula Hornberger, esposa do produtor Pete Hornberger (Scott Adsit). O co-produtor executivo Matt Hubbard foi outro membro da equipa de argumentistas do seriado que fez uma breve aparição, como o homem da folha de salários do TGS. O tema "Tennis Night," cantado por Jenna ao longo do episódio e durante a sequência de créditos finais, foi composto por Jeff Richmond, sonoplasta e produtor executivo de 30 Rock que é também esposo de Fey.
Neste episódio, o actor Lonny Ross repetiu a sua performance como Josh Girard pela 36.ª e penúltima vez. No episódio piloto de 30 Rock, Josh foi introduzido como o homólogo masculino de Jenna Maroney no TGS. No entanto, com o desenvolvimento da personagem Tracy Jordan, assim como a construção de um relacionamento mais próximo com o resto do elenco e equipa do TGS, inclusive a própria Jenna, a presença de de Josh na série foi diminuindo. Com o passar do tempo, o seriado abandonou ainda mais o TGS como a sua premissa principal, contrariando assim o plano original de30 Rock. Consequentemente, o TGS passou ao pano de fundo, enquanto as personagens secundárias Liz e Jack tornaram-se papéis menores do que o originalmente idealizado. Com esta exposição cada vez menor de Josh, Ross eventualmente abandonaria o elenco da série na quarta temporada. Este facto foi mencionado neste episódio, no qual Jack informa que o TGS precisa de uma nova adição ao seu elenco e comenta não se lembrar de Josh. A busca por um novo membro para o elenco continuaria ao longo dos primeiros episódios da temporada.
A cena na qual Jenna puxa o brinco da sua estagiária (Liz Holtan) foi originalmente destinada para ser inclusa em "Gavin Volure," episódio da terceira temporada. Porém, ao invés disso, foi cortada da transmissão para a televisão e inclusa como parte do bónus do DVD daquela temporada. Por outro lado, duas outras cenas gravadas para serem inclusas na transmissão televisiva de "Season 4" foram igualmente cortadas e, ao invés disso, disponibilizadas como parte do bónus do DVD da quarta temporada. Na primeira cena, na sala de maquilhagem do TGS, Jenna pede boleia a Liz para o estado da Pensilvânia para que possa comprar uma bandeira confederada para usar como a parte superior na sua participação no programa de televisão matinal Fox & Friends, porém, Liz não tem como dar-lhe a boleia pois está ocupada. Kenneth passa e informa a Jenna que a atriz Mischa Barton está ao telefone e deseja falar com ela. Mas, no entanto, Jenna pede a Kenneth para dizer a Barton que o acordo foi cancelado, pois ela decidiu adotar uma personalidade country. Na segunda cena, Jack e Lenny passam pela secretária de Kenneth enquanto este lidera a greve de estagiários. Os dois esperam encontrar algo que prejudique a reputação de Kenneth, mas não conseguem apanhar nada.
O actor e comediante Judah Friedlander, intérprete da personagem Frank Rossitano em 30 Rock, é conhecido pelos seus bonés de camioneiro de marca registada que usa dentro e fora da personagem Frank. Os chapéus normalmente apresentam palavras ou frases curtas estampadas neles. Friedlander afirmou que ele próprio é quem faz os acessórios. Revelou também que "alguns deles são brincadeiras íntimas, e alguns são simplesmente piadas." A ideia veio do persona de Friedlander nas suas apresentações de comédia stand up, nas quais os objectos de adorno estão todos estampados com a escrita "campeão mundial" em línguas e aparências diferentes. Em "Season 4," Frank usa bonés que leem "Disco Fries" e "Long Pips."

## Enredo
Jack Donaghy (Alec Baldwin) convida Liz Lemon (Tina Fey), Jenna Maroney (Jane Krakowski) e Tracy Jordan (Tracvy Morgan) a jantar no restaurante Season 4 na Cidade de Nova Iorque, onde comem o prato Cheesy Blasters que, aparentemente, é um grande sucesso com a população do centro dos Estados Unidos e um favorito de Liz. Jack informa-lhes que eles, assim como o resto da NBC, perderam o contato com "a verdadeira América," e devem esforçar-se para alterar esse cenário. Jenna se oferece alegremente para "virar country," mas Tracy passa por dificuldades em reconectar-se ao homem comum. Depois de uma tentativa fracassada de conversar casualmente com o zelador do TGS, frustrado, ele decide sair do Prédio GE e conversar com as pessoas da rua.
Enquanto isso, Kenneth fica indignado ao tomar conhecimento que as horas extras dos estagiários da NBC foram cortadas, e procura Jack para explicar que ele sempre trabalha horas extras. Embora não se importa com o dinheiro, não deseja assinar um cartão de ponto que o tornaria um mentiroso. Porém, Jack garante-lhe que todos funcionários da empresa tiveram que fazer sacrifícios. Devido a uma falha do homem da folha de salários, Kenneth acaba por acidentalmente receber o cheque bónus de Jack, que é tão chorudo ao ponto de fazer o estagiário gritar de indignação. Na manhã seguinte, Kenneth confronta Jack, exigindo que ele admita ser um mentiroso e devolva as horas extras aos estagiários. Ao receber uma recusa, Kenneth declara uma greve de estagiários na entrada do prédio. Liz aconselha Jack a tirar parte do seu bónus para pagar as horas extras dos estagiários, mas ele ignora. Farto da greve, Jack contrata os serviços investigativos de Lenny Wozniak (Steve Buscemi) para se infiltrar no sindicato de estagiários e acabar com a greve. Farto da greve, Jack vai ao apartamento de Kenneth para ameaçar encerrar o programa de estagiários para sempre, mas Kenneth desvenda o blefe dele. Derrotado, Jack cede e, consequentemente, a greve termina.
Mais tarde, Jack diz a Liz que, como parte do plano da reformulação do TGS, ela e Pete Hornberger (Scott Adsit) precisam encontrar um novo membro do elenco que possa atrair um público mais amplo, muito para a instafisfação dos dois, pois sabem que os integrantes atuais do elenco do programa não ficarão felizes com a notícia. Então, decidem visitar diversos clubes de comédia discretamente na cidade, depois do trabalho. No entanto, Liz e Pete acabam sendo forçados a confessar a procura pelo novo membro do elenco após uma tentativa frustrada de afastar a crescente curiosidade dos demais argumentistas ao admitirem falsamente um caso amoroso entre eles. Depois de um dos ensaios da nova canção de Jenna, para promover os eventos desportivos da NBC, Liz irrita-se com ela e revela estar na procura de um novo membro do elenco. Então, Jenna, assim como Tracy após descobrir esta notícia, acabam juntando-se à greve.

## Referências culturais

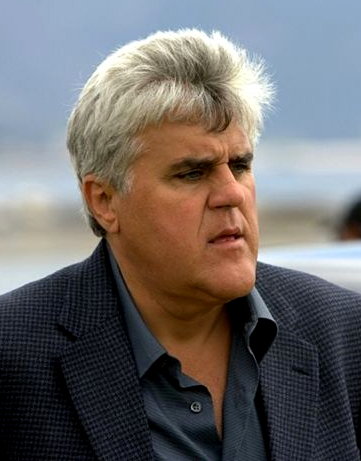
O segmento final de "Season 4" foi usado para anunciar um episódio de The Jay Leno Show no qual foi reproduzido o tema "Tennis Night."

### Análises da crítica

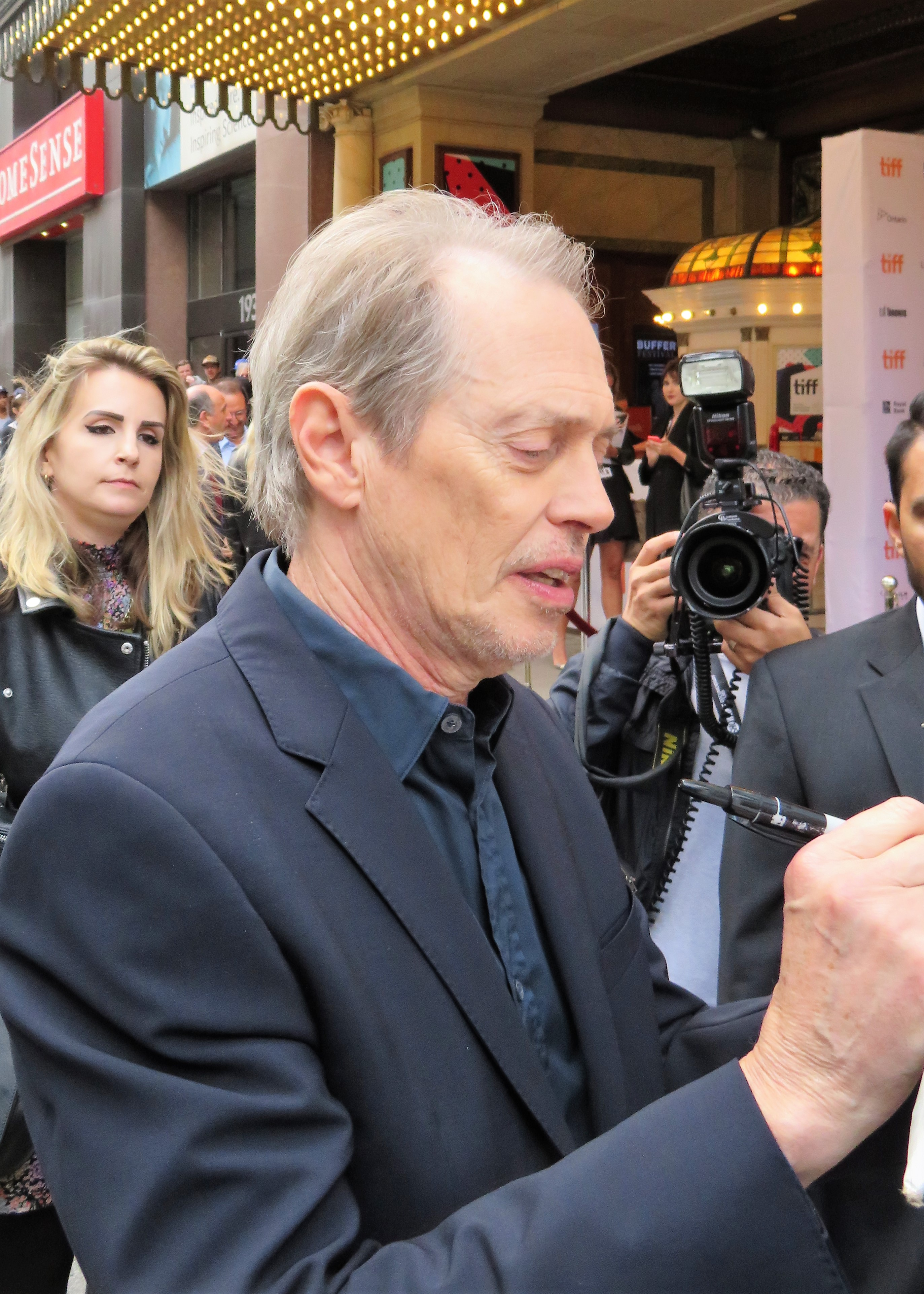
A participação de Steve Buscemi foi destacada com um dos pontos mais altos de "Season 4."